# El Moste
El Moste är en ort i Mexiko.   Den ligger i kommunen Tlalixcoyan och delstaten Veracruz, i den sydöstra delen av landet, 300 km öster om huvudstaden Mexico City. El Moste ligger 14 meter över havet och antalet invånare är 107.
Terrängen runt El Moste är mycket platt. Runt El Moste är det ganska glesbefolkat, med 43 invånare per kvadratkilometer. Närmaste större samhälle är Tlalixcoyan, 1,7 km norr om El Moste. Omgivningarna runt El Moste är en mosaik av jordbruksmark och naturlig växtlighet.